# 短黑耳
短黑耳（学名：Exidia recisa）是属于银耳目银耳科黑耳属的一种真菌，群生于阔叶林中的栎树等阔叶树朽枝上。该种分布于中美洲、北美洲、亚洲、欧洲。